# قطعنامه ۶۶۹ شورای امنیت
قطعنامه ۶۶۹ شورای امنیت سازمان ملل متحد که در تاریخ ۲۴ سپتامبر ۱۹۹۰ تصویب شد، سندی بین‌المللی دربارهٔ عراق-کویت است. این قطعنامه طی نشست ۲۹۴۲ام با ۱۵ رای موافق، ۰ مخالف و ۰ ممتنع تصویب شد.